# شركة ريمتسما
شركة ريمتسما هي واحدة من أكبر شركات تصنيع التبغ السجائر في أوروبا وهي شركة تابعة لشركة العلامات التجارية الإمبراطورية. يقع مقر الشركة في هامبورغ، ألمانيا.

## التاريخ

### التأسيس
تأسست شركة ريمتسما في عام 1910 في إرفورت، ألمانيا. في عام 1918، تم أتمتة الإنتاج. في العشرينات من القرن الماضي، أفلست العديد من شركات السجائر الألمانية، ووكان السوق يخضع بشكل متزايد لسيطرة عدد قليل من الشركات المصنعة الكبيرة ذات التشغيل الآلي العالي، مثل ريمتسما.
بحلول عام 1920، جذبت شركة ريمتسما المواهب الخاصة بخبير التبغ ديفيد شنور [الإنجليزية]، الذي أصبح مساهمًا وأشرف على المزج والتوريد.
في عام 1921، تم تقديم العلامة التجارية"R6"في السوق من قبل هانز دوميزلاف. في عام 1923، تم نقل الإنتاج إلى ألتونا، وهي الآن جزء من مدينة هامبورغ، حيث يظل المقر الرئيسي لشركة ريمتسما. في عام 1930، استحوذت شركة ريمتسما على شركة السجائر المشكلة ومقرها برلين.
في يونيو 1932، التقى فيليب فورشتجوت ريمتسما، رئيس الشركة، مع أدولف هتلر، ورودولف هيس، وماكس أمان. تم نشر إعلانات ريمتسما في صحف الفصائل السياسية الأخرى، ولكن تم حظرها من صحف الحزب النازي. ومع ذلك، خسرت المنشورات النازية المال، وكان الحزب بحاجة إلى المال للحملات الانتخابية. وبخ هتلر ريمتسما على وجود شركاء ومديرين يهود، لكنهم اتفقوا على صفقة أولية بقيمةنصف مليون علامة تجارية للإعلان.
خلال الرايخ الثالث، ازدهرت الشركة على الرغم من سياسة مكافحة التبغ الرسمية للنازيين. بعد فترة وجيزة من تولي النازيين السلطة في عام 1933، طلب فيليب ريمتسما من هيرمان جورينج، الذي كان آنذاك أعلى مسؤول في بروسيا، أن يفعل شيئًا بشأن قضية المحكمة وهجمات القوات الخاصة ضد الشركة. في أوائل عام 1934، أسقط جورينج قضية المحكمة مقابل ثلاثة ملايين علامة تجارية؛ دفع له ريمتسما بعد ذلك مليونًا في السنة، بالإضافة إلى التبرعات الكبيرة للحزب. بحلول يوليو 1934، أزالت ليلة السكاكين الطويلة تهديد القوات الخاصة. هاجر شركاء ريمتسما اليهود، لا سيما ديفيد شنور، إلى جانب العديد من الموظفين اليهود، بمساعدة من ريمتسما.
في عام 1937، اندمجت الشركة مع"هاوس نويربورج"ووصلت إلى حصة سوقية تبلغ 65%. بين عامي 1933 و1939، زادت أرباح الشركة عشرة أضعاف إلى 114 مليون ماركات الرايخ. في عام 1939، تمت ترقية فيليب ف. ريمتسما ليكون قائدًا لقطاع مجموعة فرعية متخصصة في صناعة السجائر التابع للاقتصاد النازي واعترف به غورينغ كقائد اقتصادي حربي. تم توزيع السجائر مجانًا على الجنود، بمن فيهم القاصرون، كجزء من رواتبهم، واستمر السوق في النمو بسرعة.
تم استخدام العمال القسريين من قبل ريمتسما خلال الحرب، حيث تم إنشاء معسكرات السجن في بعض المواقع. كما استخدمت ريمتسما العمال القسريين، بمن فيهم عمالة الأطفال، لحصاد التبغ في شبه جزيرة القرم، حيث تم منح السكان المحليين الخبز والدقيق مقابل عملهم.
بحلول عام 1941، شكلت ضرائب التبغ حوالي اثني عشر من دخل الدولة، وتم تثبيط جهود مكافحة التدخين. في عام 1942، كان هناك نقص في التبغ، وتم إغلاق 2/3 من جميع مصانع التبغ الألمانية، وتم تحويل بعضها إلى مصانع أسلحة. تم توزيع التبغ على الحصص، مما أدى إلى إبطاء الارتفاع السريع في الاستهلاك. ظلت ريمتسما مربحة.
الدعم المالي الذي قدمته شركة ريمتسما للنازيين كان غير مسبوق بين الشركات الألمانية. تم منح كتيبة العاصفة ومنظمات الحزب الأخرى مبالغ تصل إلى ستة أرقام، وتم منح شباب هتلر طائرة. بعد الحرب، اتُهم فيليب ريمتسما بدفع 12.3 مليون ماركات الرايخ إلى جورينج. لم يتم التوصل إلى إدانة قانونية، وأطلق سراحه بعد عشرين شهراً. في عام 1948، اعتُبر أنه تمت إدانته بالنازية واستمر في إدارة الأعمال، وأعاد أو عوّض شركائه الذين فروا.
في عام 1980، رفض
الابن الوحيد الذي بقي على قيد [الإنجليزية] الحياة لفيليب ريمتسما، والذي بلغ سن الرشد بعد وفاته، تولي إدارة الشركة وباع أسهمه. وتعهد لاحقًا بشكل خاص بتعويض القرميين الباقين على قيد الحياة عن عملهم غير المدفوع لوالده.
ثم اشترت شركة إنتاج القهوة الألمانية Tchibo [الإنجليزية]غالبية ريمتسما. تم بيع الأسهم في عام 2002 إلى التبغ الإمبراطوري التبغ الإمبراطوري [الإنجليزية]؛ في ذلك الوقت، كانت رابع أكبر شركة تبغ في العالم. وهي الآن شركة تابعة لشركة التبغ الإمبراطوري [الإنجليزية] التي تم تغيير اسمها إلى العلامات التجارية الإمبراطورية.

## المنتجات
اليوم، تبيع شركة ريمتسمة السجائر والتبغ السائب والسجائر الصغيرة وكذلك منتجات التبغ الأخرى. على الرغم من توزيعها بشكل أساسي في ألمانيا، إلا أن بعض منتجات التبغ يتم توزيعها في جميع أنحاء أوروبا. يتم إنتاج وتوزيع العلامات التجارية مثل جولواز بواسطة ريمتسما في ألمانيا، ولكن بواسطة
التبغ الإمبراطوري [الإنجليزية] في المناطق الأخرى.
تشمل بعض علاماتها التجارية الأكثر شهرة ما يلي:
- كابينيت
- دافيدوف
- جولواز
- جون بلاير سبيشيال (JPS)
- R1
- ويست

## انظر ايضا
- التدخين في المانيا

## روابط خارجية
- الموقع الرسمي
- ريمتسما خلال ألمانيا النازية
- وثائق ومقتطفات عن ريمتسما في أرشيف الصحافة في القرن العشرين لـ ZBW